# Багчейзинг
Багчейзинг (англ. Bugchasing — «охота за жуком») — добровольное и осознанное заражение себя ВИЧ-инфекцией путём вступления с ВИЧ-положительным лицом в незащищённый половой контакт. В английском языке для данного явления используются термины bugchaser (багчейзер) — «охотник за жуком» и giftgiver (гифтгивер) — «даритель» вируса. Явление багчейзинга является относительно новым и недостаточно изучено. Феномен багчейзинга наиболее часто встречается среди мужчин, имеющих однополые сексуальные контакты, хотя наблюдается и в гетеросексуальной среде.

## Ограничение термина
К багчейзингу не следует относить случаи, когда заражение ВИЧ происходит по неосторожности или незнанию, например, в случае разрыва презерватива или незнания о ВИЧ-статусе партнёра. Кроме того, не следует путать багчейзинг и barebacking, при котором человек также вступает в незащищённые половые контакты, однако его целью не является заражение, хотя человек и осознаёт его возможность. Бейрбэккеры осознают возможность заражения, а багчейзеры целенаправленно ищут его. Багчейзеры составляют особую сексуальную фетишистскую субкультуру.

## Дискуссии о масштабах распространения багчейзинга в гей-среде
Впервые широкое внимание к феномену багчейзинга привлекла в феврале 2003 года публикация Грегори А. Фримана «В поисках смерти» в журнале Rolling Stone, в которой он описывал некую субкультуру среди мужчин, практикующих однополый секс, для которых такая «охота за вирусом» либо «предоставление подарка» стала своеобразным сексуальным фетишем. В статье Фриман приводил данные психиатра из Сан-Франциско Роберта Сабая (англ. Robert Cabaj), утверждавшего, что до 10 тысяч новых заражений ВИЧ ежегодно приходится на таких «охотников за вирусом».
Вышедшая в Rolling Stone статья подверглась большой критике за использование в ней сомнительных источников и представление явления как весьма значимого в гей-среде. Сам доктор Сабай в интервью журналу Newsweek утверждал, что никогда не приводил тех данных, которые цитировались в Rolling Stone. Доктор Маршалл Форштайн (англ. Marshall Forstein), на которого также ссылался Фриман в своей статье, утверждая, что багчейзинг является широко распространённым сексуальным фетишем в гей-среде, позднее заявил, что он знаком с данным явлением, но никогда не утверждал о его широком распространении среди геев. Сабай и Форштайн однако согласились с тем, что явление бейрбэккинга (незащищённые сексуальные контакты) в последние годы возросло, но лишь очень немногих людей, практикующих такой незащищённый секс, можно отнести к багчейзерам. Фриман в ответ на заявления Сабая и Форштайна выразил своё удивление, однако не смог предъявить никаких доказательств, так как не вёл во время интервью с ними никаких записей. Американский Центр по контролю и профилактике заболеваний также признался, что не обладает никакой статистикой по данному вопросу.
Статья в Rolling Stone была резко раскритикована и английским автором и блогером Эндрю Салливаном, назвавшим мнение о широком распространении багчейзинга среди геев «городской легендой». Также с критикой статьи выступил Альянс геев и лесбиянок против диффамации, который обвинил Фримана в сознательном манипулировании информацией.
В 2006 году британская телекомпания Би-би-си в рамках телевизионного расследования провела изучение распространения багчейзинга в стране. В результате расследования на сайтах знакомств для геев была создана анкета «дарителя подарка», на которой предлагался секс для желающих «охотников за жуком». В результате чего через несколько дней с подставным гифтгивером связалось уже с дюжину потенциальных багчейзеров. Однако позднее при личной встрече оказалось, что все они проявляли лишь потенциальный интерес, однако отказались от реального заражения.
Уилл Натленд (англ. Will Nutland) из Terrence Higgins Trust и руководитель National AIDS Trust Дебора Джек (англ. Deborah Jack) подтвердили, что им знакомы лишь очень малое количество случаев, когда люди добровольно ищут заражения ВИЧ или одержимы желанием передачи ВИЧ.
Руководитель немецкой организации по профилактике ВИЧ/СПИДа Berliner Aidshilfe Кай-Уве Меркених (нем. Kai-Uwe Merkenich) также приводит схожие данные. По его словам, во всей Германии найдётся не более пары сотен человек, фантазирующих о потенциальном багчейзинге, однако среди них будет не более десятка, которые действительно когда-либо воплотят в жизнь данную фантазию.

## Научные исследования багчейзинга среди геев

### Мотивы багчейзинга
Московитц и Ролофф, анализируя имеющиеся публикации по данной тематике, выделяют четыре основные группы причин, по которым у некоторых гомосексуальных мужчин возникает тяга к добровольному заражению ВИЧ. Одной из причин называется стремление вхождения в некое особое «братство посвящённых», которое более сплочено, чем разрозненная группа гомосексуальных мужчин.
Другой причиной является нежелание предохраняться и желание свободно заниматься сексом, более не боясь заразиться ВИЧ. Такая точка зрения получила название «метафоры диабета», так как такие люди легкомысленно сравнивают ВИЧ с диабетом, поскольку современная медицина позволяет людям с ВИЧ доживать до старости, принимая лекарства.
К третьей группе можно отнести людей, отрицающих СПИД как таковой и отвергающие «СПИД-истерию» как выдуманную теорию.
К четвёртой группе Московитц и Ролофф относят геев, придерживающихся мнения о том, что СПИД является неотъемлемой частью жизни гея, и желающих скорее заразиться, чтобы не испытывать постоянного стресса из-за страха случайного заражения.
Среди других причин, толкающих людей на этот шаг, может быть желание умереть, ощущение никчёмности собственной жизни или даже желание «разделить» участь с любимым партнёром.

### Связь с сексуальными девиациями
Московитц и Ролофф в своём исследовании связывают багчейзинг с сильной сексуальной зависимостью. Мужчины, желающие получить вирус, обычно ведут неразборчивую половую жизнь, вступая в частые незащищённые половые контакты как с ВИЧ-положительными лицами, так и с лицами с неизвестным ВИЧ-статусом. Также они чаще имеют анальные сношения в пассивной роли, так как именно пассивный анальный секс является наиболее рискованным для заражения ВИЧ.
По мнению Московитца и Ролоффа, именно гиперсексуальность и пресыщенность половой жизнью толкает некоторых людей к багчейзингу. «Охотники за вирусом», как правило, подвержены различного рода сексуальным фетишам, БДСМ-практикам или сексуальным девиациям. Кроме того, багчейзеры часто подвержены мазохистским тенденциям и воспринимают «получение вируса» как высшую точку подчинения.

## Отражение темы в массовой культуре
Тема багчейзинга поднимается, например, в 10-й серии 4 сезона культового гей-сериала «Близкие друзья», когда с одним из персонажей, больным ВИЧ, пытается вступить в сексуальный контакт молодой парень с целью получить от него вирус.
В 13-й серии седьмого сезона сериала «Скорая помощь» также затрагивается данная тема, когда один из пациентов клиники расстраивается после получения отрицательного результата теста на ВИЧ после многочисленных незащищённых контактов со своим ВИЧ-инфицированным партнёром, с которым он хочет разделить участь.

## Правовое регулирование вопроса

### Россия
Статья 122 Уголовного кодекса РФ предусматривает уголовную ответственность как за заведомое поставление другого лица в опасность заражения ВИЧ-инфекцией без фактического заражения, так и за фактическое заражение другого лица ВИЧ-инфекцией лицом, знавшим о наличии у него этой болезни. В то же время «лицо освобождается от уголовной ответственности в случае, если другое лицо, поставленное в опасность заражения либо заражённое ВИЧ-инфекцией, было своевременно предупреждено о наличии у первого этой болезни и добровольно согласилось совершить действия, создавшие опасность заражения».